# Scalable Link Interface

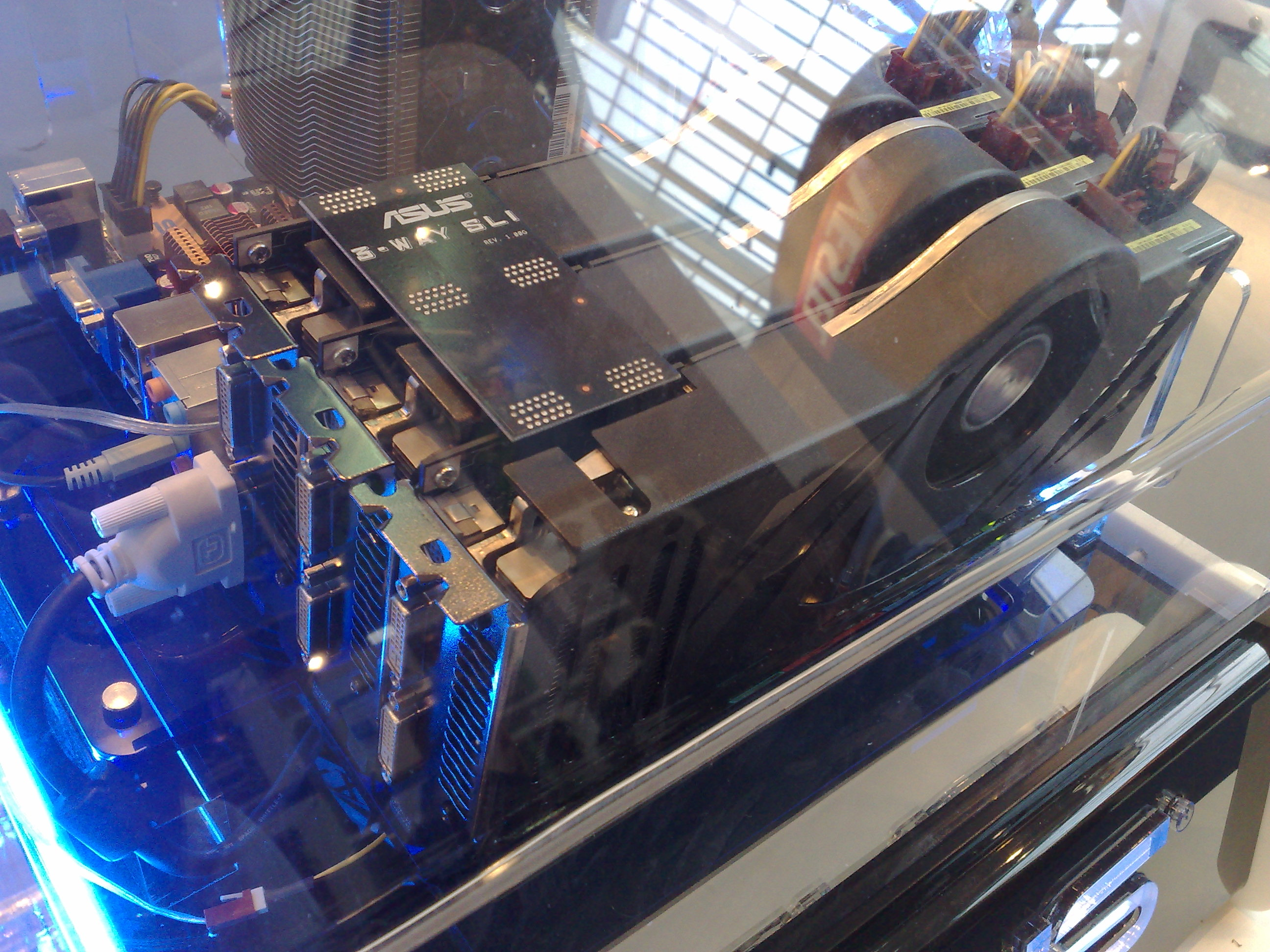
Příklad třícestného SLI s použitím pevného přemosťovacího konektoru

Scalable Link Interface (SLI) je technologie umožňující propojení více grafických karet na jedné základní desce (s podporou této technologie) tzv. SLI můstkem tak, aby se obě karty či více karet (maximálně, ale 4 karty s limitem 4 GPU) podílely na vykreslování scény za účelem dosažení vyšší rychlosti renderování.
Samotná technologie je poměrně stará, poprvé se objevila u karet 3dfx Voodoo 2, kde však zkratka SLI znamenala „Scan-Line Interleaving“ a rovněž princip byl odlišný od dnešní technologie SLI. Společnost 3dfx Interactive postupně ztrácela své postavení a byla odkoupena společností nVidia.
Původní SLI společnosti 3dfx funguje tak, že každá z karet renderuje jiný řádek tj. jedna sudé a jedna liché. Příslušnost sudých nebo lichých řádků se určuje pomocí čísla slotu. Nižší (pci0) je lichý tj. první. Výsledná velikost paměti snímku (framebuffer) takto spojených karet byla rovna součtu kapacit snímkových pamětí jednotlivých karet (2MB + 2MB = 4MB), paměť pro textury se však nesčítala (měly by být spojovány pouze karty stejného výrobce se stejnou kapacitou pamětí - 6MB a 6MB dalo dohromady 6MB pro textury a v případě karet s 6MB a 8MB byla výsledná kapacita pro textury rovněž pouze 6MB - limitující je karta s menší kapacitou paměti pro textury). Při spojení dvou karet Voodoo 2 bylo mimo vyšší výkon možné dosáhnout vyššího rozlišení 1024x768 bodů oproti původním 800x600 bodů s jednou kartou.
Technologie SLI společnosti nVidia nevykresluje prokládaně jednotlivé řádky ale rozděluje celý obraz v určitém poměru, přičemž je zohledněna složitost jednotlivých částí scény (každá karta potom renderuje část scény). V případě soustavy 4 karet (4-Way SLI) je rozdělen obraz na kvadranty. Obsah paměti takto zapojených karet je duplicitní a výsledná velikost grafické paměti se tedy nenavyšuje (výsledná velikost je dána kartou s nejmenší kapacitou grafické paměti).
Při zapojení SLI může docházet v určitých případech k nepříjemnému lehkému trhání obrazu, které se neprojeví na FPS ani jeho průběhu (tzv. micro stuttering).

## Realizace
SLI podporuje dva, tři nebo čtyři grafické procesory (GPU) pro sdílení výkonu při zobrazování 3D počítačové grafiky v reálném čase. Ideálně jsou na základní desku nasazeny stejné GPU aby obsahovaly dostatek PCI-Express slotů, nastavené v master-slave konfiguraci. Všechny karty jsou stejně zatížené a data z každé karty jsou odeslána do hlavní (master) karty přes konektor zvaný SLI Most. Pro příklad, v zapojení dvou grafických karet, hlavní karta pracuje na vrchní části obrazu a podřízená karta (slave) pracuje na spodní části obrazu. Když podřízená karta udělá svou část práce, odešle jí do hlavní karty, kde se obraz zkombinuje než se odešle do monitoru.
SLI Most je použit k omezení šířky pásma a přímé odesílání dat mezi grafickými kartami. Je možná používat SLI i bez propojení přes SLI most (např. 7100GS nebo 6600GT) s ovladači NVIDIA Forceware verze 80.XX nebo novější. Protože tyto karty nepoužívají tak velkou šířku pásma, data mohou být přenesena přes čip datové sběrnice na základní desce. Avšak pokud nepoužijeme SLI most u nejnovějších karet, jejich výkon bude velice snížen z nedostatku šířky pásma.
NVIDIA po dohodě s vývojáři her vytvořila několik herních profilů, které automaticky zapnou SLI v případě potřeby většího výkonu.

## SLI metody
SLI lze využít v těchto modech:

### Split Frame Rendering (SFR)
Po analýze se renderovaný obraz rozdělí tak, aby zatížení grafických karet bylo 50/50. Aby to bylo možné, obraz je rozdělen horizontálně podle jeho geometrie. Například pokud je na horní půlce obrazu prázdná obloha, dělicí čára se posune níže, aby se vybalancovala zátěž grafických karet. Tato metoda nefunguje tak dobře jako AFR.

### Alternate Frame Rendering (AFR)
Každá grafická karta zpracovává celé snímky v pořadí - jedna GPU zpracovává každý sudý snímek, druhá karta zpracovává každý lichý. Když podřízená karta dodělá svou práci, pošle svá data přes SLI most do hlavní karty, která zobrazí výsledek. Ideálně se tímto čas na zpracování zkrátí na půl, a tedy zdvojnásobí výkon karet. I přesto, že AFR může zobrazit více snímku za sekundu než SFR, muže občas způsobovat „trhání“ obrazu.

### SLI Antialiasing
Samostatná metoda, která má dvojnásobně vylepšit vyhlazovací výkon, rozdělením vyhlazovací zátěže mezi dvě grafické karty, nabízející lepší kvalitu obrazu. Jedna GPU poskytne vyhlazovací vzorek, který je posunut (například vpravo nahoru) a druhá GPu použijte tento vzorek aby posunula svůj vzorek na opačnou stranu (dolu doleva). Následným spojením těchto dvou výsledků je poskytnut mnohem kvalitnější obraz. Tuto metodu nelze využít pokud chceme vyšší počet snímku za sekundu, naopak počet snímku muže klesnout v závislosti na výsledné kvalitě obrazu. Pokud použijeme tuto metodu, SLI Antialiasing může poskytnout tyto možnosti vyhlazování: SLI 8×, SLI 16×, a SLI 32× (dostupné pouze na novějších nebo nejnovějších modelech GPU počínajících u 8800 série). Po použití Quad SLI mužem využít vyhlazování SLI 64×.

### Hybrid SLI
Další metoda, který nezvýší počet snímku za sekundu. Sestava skládající se z IGP (integrovaný grafický procesor) a GPU na MXM (mobilní PCI modul). IGP může pomoct GPU pro zvýšení výkonu, když je laptop zapojen do napájení ze sítě. Naopak pokud dojde k odpojení napájení ze sítě, MXM modul se vypne, aby se zmenšila spotřeba energie. Hybrid SLI je také v dostupný na základních deskách pro desktop počítače a počítačích s oddělenou PCI-E kartou.
NVIDIA má také podobnou technologii zvanou Nvidia Optimus.

## Upozornění
- V SLI zapojení mohou být karty mixovány, karty různých výrobců (např. MSI, Zotac, EVGA), různých názvů, jiné verze BIOSu nebo různě taktované. Avšak musí být ze stejné GPU série (např. 8600, 8800) a musí mít stejný název modelu (např. GT, GTS, GTX). Existují i vzácné výjimky „mixed-SLI“ konfigurací, kde stačí pouze stejný základní název (např. G70, G73, G80, atd.).
- Pokud nejsou dvě karty naprosto identické, rychlejší karta bude pracovat na stejném výkonu jako slabší karta (pokud bude mít jedna karta větší paměť, sama si jí sníží).
- SLI vždy neposkytuje tak velký přínos – v některých případech můžeme mít méně snímku za sekundu za účelem kvalitnějšího obrazu, nebo pokud není aplikace na tuto technologii přizpůsobena.